# Santo Antônio do Paraíso
Santo Antônio do Paraíso ist ein brasilianisches Munizip im Norden des Bundesstaats Paraná. Es hat 2125 Einwohner (2022), die sich Santo-Antonienser nennen. Seine Fläche beträgt 166 km². Es liegt 688 Meter über dem Meeresspiegel.

## Etymologie
Die Pioniere nannten ihre Siedlung 1936 Patrimônio do Dez (deutsch: Gut Zehn), da sie 10 Kilometer von der Straße entfernt lag, die Nova Fátima mit Congonhinhas verbindet. Danach wurde das Dorf zu Ehren des Schutzpatrons und nach einer Wasserquelle Santo Antônio do Pary genannt.

## Geschichte

### Besiedlung
Im Jahr 1936 ließen sich die ersten Familien nieder. Sie wurden von der Fruchtbarkeit des Bodens angezogen, der sich für den Anbau von Kaffee und Getreide eignete. Die Besiedlung begann durch aufeinanderfolgende Einwanderungen aus Paraná und aus anderen Bundesstaaten.
Die ersten Ankömmlinge waren die Familien Sebastião Alves und Pedro Veiga aus Ibaiti und Pirai do Sul, danach kamen die Familien von Salvador Dias Machado und Francisco Dias aus Soledade (Rio Grande do Sul) und etwas später die Familie von Diogo Navarro aus dem Staat São Paulo.
Der Ingenieur Elias Danher und der Landvermesser Eugenio Machado de Almeida begannen 1950 mit der Vermessung der Grundstücke. Das Land war von João Carneiro Geraldis, Geremias Lunardelli S/A und Miguel Queiroz mit seiner Frau mit der Absicht erworben worden, es in landwirtschaftliche Grundstücke und Baugrundstücke aufzuteilen. Es wurden Wohnhäuser gebaut und eine Kapelle errichtet, die dem Heiligen Anton geweiht wurde.

### Erhebung zum Munizip
Santo Antônio do Paraíso wurde durch das Staatsgesetz Nr. 4245 vom 25. Juli 1960 aus São Jerônimo da Serra ausgegliedert und unter dem Namen Santo Antônio do Pary  in den Rang eines Munizips erhoben. Es wurde am 29. Oktober 1961 als Munizip installiert. Am 12. Mai 1964 erhielt es per Gesetz den heutigen Namen Santo Antônio do Paraíso.

## Geografie

### Fläche und Lage
Santo Antônio do Paraíso liegt auf dem Terceiro Planalto Paranaense (der Dritten oder Guarapuava-Hochebene von Paraná). Seine Fläche beträgt 166 km². Es liegt auf einer Höhe von 688 Metern.

### Geologie und Böden
Die Böden bestehen aus Terra-Roxa.

### Vegetation
Das Biom von Santo Antônio do Paraíso ist Mata Atlântica.

### Klima
Das Klima ist warm und gemäßigt. Es werden hohe Niederschlagsmengen verzeichnet (1437 mm pro Jahr). Die Klimaklassifikation nach Köppen und Geiger lautet Cfa. Im Jahresdurchschnitt liegt die Temperatur bei 20,4 °C.

### Gewässer
Santo Antônio do Paraíso liegt im Einzugsgebiet des Rio Tibaji. Dessen rechter Nebenfluss Rio Congonhas bildet die östliche Grenze des Munizips.

### Straßen
Santo Antônio do Paraíso ist über die PR-218 mit der PR-090 (Assaí, São Jerônimo da Serra) im Westen und mit der PR-160 im Osten (Nova Fátima, Congonhinhas) verbunden.

### Nachbarmunizipien
| São Sebastião da Amoreira |                                             | Nova Fátima  |
| Santa Cecília do Pavão    | Kompassrose, die auf Nachbargemeinden zeigt |              |
| Nova Santa Bárbara        | São Jerônimo da Serra                       | Congonhinhas |

## Stadtverwaltung
Bürgermeister: Devanir Martinelli, PV (2021–2024)
Vizebürgermeister: Osni Arruda, PV (2021–2024)

## Demografie

### Bevölkerungsentwicklung
| Jahr | Einwohner | Stadt | Land |
| ---- | --------- | ----- | ---- |
| 1970 | 7.132     | 14 %  | 86 % |
| 1980 | 3.360     | 32 %  | 68 % |
| 1991 | 2.488     | 48 %  | 52 % |
| 2000 | 2.790     | 62 %  | 38 % |
| 2010 | 2.408     | 76 %  | 24 % |
| 2022 | 2.125     |       |      |

Quelle: IBGE (2011) und Volkszählung 2022

### Ethnische Zusammensetzung
| Gruppe * | 1991    | 2000    | 2010    | wer sich als …                                                                   |
| --- | ------- | ------- | ------- | -------------------------------------------------------------------------------- |
| Weiße | 61,1 %  | 80,5 %  | 66,0 %  | weiß bezeichnet                                                                  |
| Schwarze | 5,8 %   | 7,7 %   | 3,2 %   | schwarz bezeichnet                                                               |
| Gelbe | 1,9 %   | 1,5 %   | 2,4 %   | von fernöstlicher Herkunft wie japanisch, chinesisch, koreanisch etc. bezeichnet |
| Braune | 31,3 %  | 10,2 %  | 28,3 %  | braun oder als Mischung aus mehreren Gruppen bezeichnet                          |
| Indigene | 0,0 %   | 0,0 %   | 0,0 %   | Ureinwohner oder Indio bezeichnet                                                |
| ohne Angabe | 0,0 %   | 0,0 %   | 0,0 %   |                                                                                  |
| Gesamt | 100,0 % | 100,0 % | 100,0 % |                                                                                  |
| *) Anmerkung: Das IBGE verwendet für Volkszählungen ausschließlich diese fünf Gruppen. Es verzichtet bewusst auf Erläuterungen. Die Zugehörigkeit wird vom Einwohner selbst festgelegt. |         |         |         |                                                                                  |

Quelle: IBGE (Stand: 1991, 2000 und 2010)